# (535986) 2015 BN518
(535986) 2015 BN518 est un objet transneptunien faisant partie des cubewanos.

## Caractéristiques
(535986) 2015 BN518 mesure environ 200 km de diamètre.